# Dom Polonii w Rzeszowie
Dom Polonii to kamienica, znajdująca się w ciągu zabudowy północnej pierzei rzeszowskiego Rynku. Przed kamienicą widoczne jest charakterystyczne przedproże, które poziomem znacznie odbiega od płyty placu. Pod nim znajdują się najstarsze zachowane ślady architektury murowanej w Rzeszowie, a mianowicie, piwnice, pochodzące z XV wieku. Obecny kształt kamienica zyskała po przebudowach prowadzonych na początku XX wieku i po wojnie. Trzy sąsiednie kamienice zostały wyburzone tworząc tak zwaną „dziurę Barana”, która obecnie jest zabudowywana. Wnętrze kamienicy zdobione było polichromiami. W klatce schodowej przedstawiony jest fragment polowania, pochodzący z XIX wieku. Poniżej przedstawione było iluzoryczne boniowanie. Budynek jest własnością Wspólnoty Polskiej, na parterze mieszczą się sklepy, na wyższych kondygnacjach hotel.